# Ellwood City
Ellwood City es un borough ubicado en los condados de Lawrence y Beaver en el estado estadounidense de Pensilvania. En el año 2000 tenía una población de 8,688 habitantes y una densidad poblacional de 1,433.5 personas por km².

## Geografía
Ellwood City se encuentra ubicado en las coordenadas 40°51′40″N 80°17′05″O / 40.86111, -80.28472.

## Demografía
Según la Oficina del Censo en 2000 los ingresos medios por hogar en la localidad eran de $28,926 y los ingresos medios por familia eran $40,758. Los hombres tenían unos ingresos medios de $31,703 frente a los $21,285 para las mujeres. La renta per cápita para la localidad era de $15,784. Alrededor del 12.3% de la población estaba por debajo del umbral de pobreza.